# Maran
Ne doit pas être confondu avec Marrane.
Pour les articles homonymes, voir Maran (homonymie).
MaRaN est, selon certains, l'acronyme de Meataim Rabanim Nismah, reconnu par 200 rabbins comme ayant le pouvoir de fixer la halakha ; selon d'autres, c'est l'abréviation de Morenou veRabbenou, « notre enseignant et maître ».
Il s'agit d'un titre honorifique, particulièrement en vogue parmi les Juifs sépharades et orientaux, placé comme épithète devant le nom de la personne.